# 로베르토 데브뢰

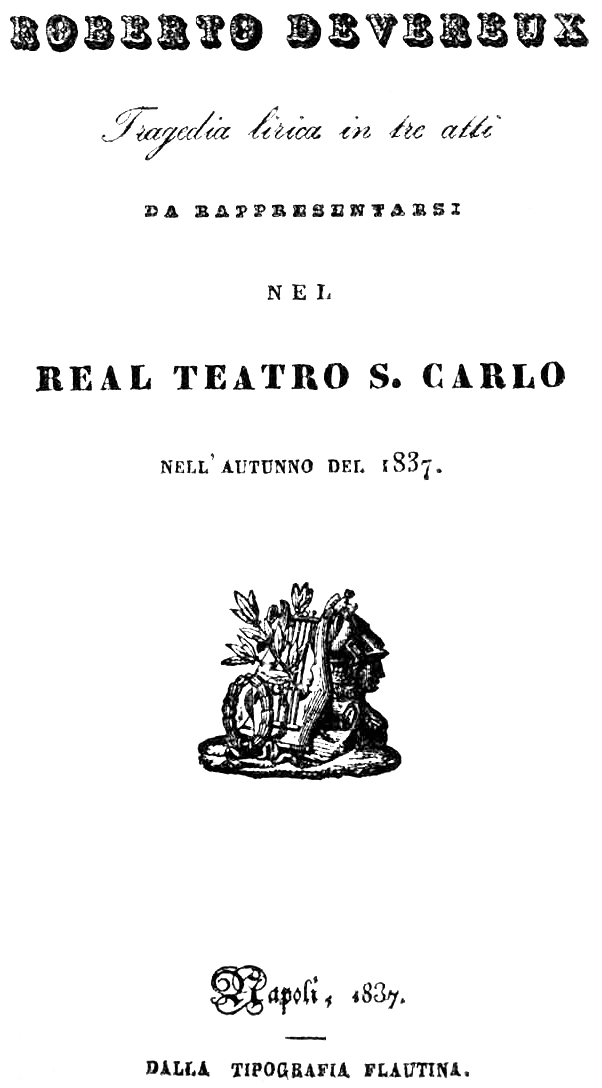

로베르토 데브뢰(이탈리아어: Roberto Devereux) 또는 로베르토 데브뢰, 에식스의 백작(Roberto Devereux, ossia Il conte di Essex)은 가에타노 도니제티가 작곡한 3막의 서정 비극(tragedia lirica), 곧 비극 오페라이다. 프랑수아 앙셀롯(프랑스어: François Ancelot)의 비극 작품인 《잉글랜드의 엘리자베스(Elisabeth d'Angleterre)》를 기반으로, 살바토레 캄마라노가 이탈리아어 대본을 작성하였다. 1837년 10월 29일에 나폴리의 산 카를로 극장에서 처음 연주되었다.
이 작품은 엘리자베스 1세의 궁정에서 영향력 있는 구성원이었던 제 2대 에식스 백작 로버트 데브로의 삶에 느슨하게 기초한다. 로베르토 데브뢰는 안나 볼레나, 마리아 스투아르다와 케닐워스의 성(Il castello di Kenilworth)과 마찬가지로, 영국 역사의 투터 통치 기간 동안을 다룬 도니제티의 오페라 중의 하나이다.

## 등장인물
| 역할                                                     | 성악 부분    | 초연시 가수들, 1837년 10월 29일 |
| -------------------------------------------------------- | ------------ | ------------------------------- |
| 엘리자베타, 잉글랜드의 여왕                              | 소프라노     | Giuseppina Ronzi de Begnis      |
| 노팅함 공작                                              | 바리톤       | Paolo Barroilhet                |
| 사라, 노팅함 공작비                                      | 메조소프라노 | Almerinda Manzocchi Granchi     |
| 로베르토 데브뢰, 에식스 백작                             | 테너         | Giovanni Basadonna              |
| 세실 경                                                  | 테너         | Timoleone Barattini             |
| 퀄티에로 랄레이그 경                                     | 베이스       | Anafesto Rossi                  |
| 시동                                                     | 콘트랄토     | Giuseppe Benedetti              |
| 노팅함의 친척                                            | 베이스       |                                 |
| 의회의 귀족들, 기사들, squires,시동들, 노팅함의 경비병들 |              |                                 |

## 줄거리
줄거리는 엘리자베타, 잉글랜드의 여왕, 로베르토 데브뢰, 노팅함 공작, 공작비인 사라와의 사랑의 4각 관계를 둘러싼 이야기를 담고 있다. 로레르토는 사라와 한때 연인이었으나, 로베르트는 아일랜드와 전쟁을 하던 가운데, 여왕은 사라가 노팅함 공작과 결혼하도록 강요한다. 엘리자베타는 로베르토에게 그의 안전을 보장하는 특별한 반지를 주었다. 여왕은 로베르토를 사랑하고, 만약 로베르트가 자신을 사랑한다는 서약을 한다면, 잉글랜드의 왕좌를 향한 그의 반역을 용서할 용의가 있다. 로베르토는 사라가 가지고 있던 푸른 스카프를 포함하여 유죄를 증명하는 증거와 함께 체포된다. 로베르토는 그의 비밀의 연인을 말할 것을 거절한다. 이것은 엘리자베타를 분노케 하여, 런던탑에 보내, 목을 베라고 명령한다.
로베르토는 사라를 배반하는 것을 거절하고, 더더욱 여왕과 노팅함 공작을 분노케 한다. 런던탑에 있는 동안, 로베르토는 사라에게 그의 반지를 보내고, 엘리자베타 여왕에게 자비를 베풀 것을 간청해 달라고 말한다. 노팅함은 사라를 가로막고, 로베르토에 대한 그의 복수를 행하기 위해 그녀를 감금한다.
엘리자베타는 자신이 사랑하는 이의 죽음이 절박한 것에 애도하며, 사라가 어디에 있는지를 궁금해 한다. 마침내 사라가 머리를 삭발한 채 도착하여, 엘리자베타에게 그 반지를 건넨다. 여왕은 헛되이 그 사형 집행을 멈추려고 하지만, 로베르토의 죽음을 알리는 총소리를 듣는다. 여왕은 왜 노팅함이 이 증거를 자신에게 전달하는 것을 방해했는지 알기를 요구하고, "내가 원하는 것은 피였으니, 내가 가진 것은 피로다!"라 말한다. 엘리자베타는 로베르토의 목 없는 시체가 배회하는 것을 본다. 여왕은 스스로의 죽음을 갈망하고, 제임스에게 왕좌를 승계하기를 바란다. 오페라는 엘리자베타가 로베르토의 반지에 입을 맞추면서 막을 내린다.